# プライスウォーターハウスクーパース
プライスウォーターハウスクーパース（PwC: PricewaterhouseCoopers）は、ロンドンを本拠地とし、世界157カ国742拠点に276,000人のスタッフを擁する世界最大級のプロフェッショナルサービスファームである。略称はPwC。世界4大会計事務所 (Big4)。
英国ロンドンに拠点を置く英国法上の法人、プライスウォーターハウスクーパース・インターナショナル・リミテッド（PricewaterhouseCoopers International Limited）がグローバルネットワークの調整機関として活動している。グローバルブランドを管理し、リスク、品質、戦略などの分野で共通かつ協調的なアプローチを実現するための政策やイニシアティブを策定している。この法人自身はクライアントへのサービス提供は行っていない。

## 概要
対象業務として会計監査、ディールアドバイザリー、ビジネスコンサルティング、税務、法務などを総合的に手掛けている。デロイト トウシュ トーマツ、KPMG、アーンスト・アンド・ヤング(EY)と並び、世界4大会計事務所・コンサルティングファーム（Big 4）の一角を占める。
2009年には、Universum社が発表した「最も魅力的な企業トップ50」において、世界第2位を獲得。2013年には、BrandFinance社が発表した「Most Powerful Brand in the World」において、フェラーリ、グーグル、コカコーラに次いで世界第4位を獲得している。またVault社が発表した「2013 Most Prestigious Accounting Firm」および「2014 Best Accounting Firm」においては第1位を獲得。なお、2012年においては売上ベースでも4大ファームのうち315億ドルで第1位となっている。
一方、2016年に、PwCロンドンの本社において、当時27歳だった受付嬢がハイヒールを履くことを拒否したことを理由に解雇された紛争があり、対外的に公表している企業文化と実態が乖離しているのではないかと批判を受けた。

## PwCロシア問題
ロシアのウクライナ侵略でプーチン大統領側近であるオルガルヒの資産隠しが注目される中、PwCがオルガルヒのために、シェル会社を大量に作成し、長期間に渡り巧妙に資産隠しを支援していることがパンドラ文書で暴露されている。PwCはロシアのウクライナ侵略を抗議し、ロシアからの撤退を対外的に発表した。しかし、実際は、ロシアから撤退しておらず、逆にロシア企業に対して経済制裁回避を支援していることがウォールストリートジャーナルで暴露されている。一方、PwCは持続可能な社会構築をビジョンとして宣言している。
PwCは2050年の世界GDPランキング予測で、ロシアは日本、ドイツ、イギリスを抜いて、世界第6位に浮上すると予測している。

## 沿革
1998年、プライス・ウォーターハウス（Price Waterhouse）とクーパース&ライブランド（Coopers & Lybrand）の合併により、プライスウォーターハウスクーパース（PricewaterhouseCoopers）が発足した。この2つのファームは19世紀にその歴史をさかのぼる。

### プライス・ウォーターハウス
1849年、会計士サミュエル・ローウェル・プライス（Samuel Lowell Price）はロンドンに事務所を開いた。1865年にはプライスはウィリアム・ホーリーランド（William Holyland）とエドウィン・ウォーターハウス（Edwin Waterhouse）とパートナーシップを結んだ。このパートナーシップの合意書は現在でもロンドン・サザークにあるビル「サザーク・タワーズ」のPwC事務所に飾られている。ホーリーランドは後に独立したため、このファームは1874年以降プライス・ウォーターハウス&カンパニー（Price, Waterhouse & Co.）として知られるようになった。「&カンパニー」の部分は後に省略されて消える。
19世紀末にはプライス・ウォーターハウス（PW）は監査事務所として名声をほこるようになり、英米間の取引の増加で1890年にはニューヨークにも事務所を開いた。ニューヨークのファームは巨大化したほか、イギリス本部も大英帝国各地にファームを開業していった。各国のファームとは別々のパートナーシップが結ばれ、これがパートナーたちを地元企業との提携拡大へと向かわせるインセンティブになった。PWの世界規模の拡大は、国際的な合併よりも、各国に置いたパートナーが独自に発展していったことに基礎を置いている。

### クーパース&ライブランド
一方、1854年にはウィリアム・クーパー（William Cooper）がロンドンに会計事務所を開き、7年後には3人の兄弟も合流しクーパー・ブラザーズとなった。
アメリカでは1898年にロバート・モンゴメリー（Robert H. Montgomery）、ウィリアム・ライブランド（William M. Lybrand）、アダム・ロス・ジュニア（ Adam A. Ross Jr.）とその兄弟T・エドウィン・ロス（T. Edward Ross）がライブランド・ロス・ブラザーズ&モンゴメリーを開いた。
1957年、英米の両者およびカナダのマクドナルド・カリー&カンパニーは合併し、クーパー&ライブランドとなった。1990年、英国のクーパー&ライブランドはデロイト・ハスキン＆セルズ（Deloitte Haskins & Sells）のパートナーの一部と合併したが、デロイトのパートナーのほとんどはトウシュ・ロス（Touche Ross）へ合流し、デロイト・トウシュ・トーマツを形成した。

### 両ファームの巨大化と合併
両ファームは世界各国の大都市にファームを開いたり地元ファームと提携したりしたが、各国の提携ファームは地元のファームを吸収することもあった。こうして各国の地方都市にまでファームは行き渡り、急増する多国籍企業が世界のどこで活動してもサービスが受けられるに十分な体制が整った。また会計監査の需要の増加、特に1930年代の世界恐慌や税体系の複雑化にともないファームは大きくなった。
会計業界は世界規模のサービスの必要性や急増する訴訟費用に対応するため、1980年代から規模の経済の優位性を求めて巨大合併を行うようになった。PWはアーサー・アンダーセンとの合併を模索したが、両社の利害相反が大きく交渉は破綻した（例えば、アンダーセンはIBMとの間で取引上強いつながりがあったが、そのIBMを監査するのはPWであった）。1997年、PWとクーパースは巨大化を求めて合併を発表し、翌1998年現在のPwCが誕生した。さらにPwCはロンドンの中堅法人グラントソントン・インターナショナルとも合併しようとしたが、これ以上の巨大法人が誕生し寡占が進むことは独占禁止法にも触れる事であり話は流れた。

## 業務
PwCの企業形態は、LLP（limited liability partnership、有限責任事業組合とも訳される）と呼ばれるものであり、その法的構造は通常の企業とは大きく異なる。世界規模のファーム（事務所）は、実際には自律的に経営されるメンバーファームの集合体である。すなわち世界各地にある大半のファームはフランチャイズ経営ということになる。各地のメンバーファームを経営するシニアパートナーたちが世界本部の経営陣となる。またイギリスに本拠を置く「PricewaterhouseCoopers International Limited」が傘下に置かれ、各ファーム間のコーディネーションを担当する。その他、PwCの社員のための人的資源サービスや法務部門（ランドウェル・グローバルの名で知られる弁護士事務所のネットワーク）も持つ。
PwCが提供するサービスは大きく次の通りである。
- 監査
- 税務（税務計画、および世界各国の税制や移転価格税制に関する法令遵守）
- 経営改善、トランザクション、M&A、事業再生などのアドバイザリーおよびコンサルティング

### コンサルティング
大企業に対する会計監査は世界的に大手ファームが寡占し成長の余地がなくなってきたため、各ファームは企業に対する経営コンサルティングに力を入れるようになり、ここから巨額の手数料を得るようになった。特に1990年代、多国籍企業がSAP R/3などに代表される経営資源管理（ERP）ソフトウェアを導入するなどの理由でコンサルティングの需要は急増した。しかし経営の内部に関わるコンサルティングと外部からの監査を同一ファームが行うことは利益相反になるとの指摘もあった。
2002年にアーサー・アンダーセンがエンロンとワールドコムの不正会計事件で消滅し、アメリカの証券取引委員会（SEC）は監査の独立性のルールを厳格化した。このため、経営コンサルティング部門とファームの中核である監査部門との分離が求められ、大手ファームはコンサルティング部門や子会社を売却した。PwCも2000年にはヒューレット・パッカードにコンサルティング部門を売却しようとして失敗し、2002年には分社化を模索したが、結局2002年後半にIBMへの売却を発表、IBM ビジネスコンサルティング サービスとなった。
IBMへ売却した後も一部のアドバイザリー業務は続けていたが、売却時の競合避止規定が失効した後にPwCはコンサルティング部門の再設を図るようになった。2009年、PwCは連邦倒産法第11章を申請したベリングポイントの一部を買収し、北米およびアジア地域におけるコンサルティングプラクティスを拡充した。
2011年6月24日には、グローバルコンサルティングファームPRTMの統合を発表、2014年4月には、経営戦略コンサルティングファームブーズ・アンド・カンパニーを統合している。

## 収入
一般事業会社でいう売上高に当たる業務収入ベースで2012年にシェア1位となっている。地域別には、欧州・北米が全業務収入のおよそ8割を占め、特に欧州だけで全体の5割程度を占めている。また、ファームの主な事業である監査業務から得た収入が全体の約50％、税務が約30%、コンサルティングが約20％となっている。

## 日本における活動
PwC Japanグループは、プライスウォーターハウスクーパースの日本におけるメンバーファーム。
日本においては、監査（PwC Japan有限責任監査法人）、コンサルティング（PwCコンサルティング合同会社）、ディールアドバイザリー（PwCアドバイザリー合同会社）、税務（PwC税理士法人）、法務（PwC弁護士法人）を中心に、金融・資本市場に関する総合的な研究（PwC総合研究所合同会社）、サステナビリティ分野の専門サービス（PwCサステナビリティ合同会社）、コンプライアンス・テスティングに関する支援の提供・危機対応・信頼回復支援に関するサービス（PwCビジネスアシュアランス合同会社）、ソフトウェアライセンス再販売、ソフトウェア保守サービスおよびPwC保有のビジネスソリューションの販売サービス（PwCビジネスソリューション合同会社）、PwCメンバーファーム向けの人事、総務、経理、マーケティング、ITなどに関わるコーポレート業務（PwC Japan合同会社）と、サービスごとに法人は分かれているが、PwCのブランドのもと、あらゆる業種の企業・公的組織に統合的なサービスを展開している。

### 所在地
- 東京 大手町（監査・アドバイザリー・法務） - 東京都千代田区大手町1-1-1 大手町パークビルディング
- 東京 大手町（コンサルティング・税務） - 東京都千代田区大手町1-2-1 Otemachi One タワー
- 東京 大手町（エクスペリエンスセンター） - 東京都千代田区大手町1-1-3 大手センタービル
- 東京 田町（京都監査） - 東京都港区芝浦3-1-21 田町ステーションタワーS
- 大阪（監査・コンサルティング・アドバイザリー・税務） - 大阪市北区大深町4‐20 グランフロント大阪 タワーA
- 名古屋（監査・コンサルティング・税務） - 名古屋市中村区名駅1-1-4 JRセントラルタワーズ
- 福岡（監査・コンサルティング・税務） - 福岡市博多区博多駅中央街8-1 JRJP博多ビル
- 京都（京都監査） - 京都市下京区四条通烏丸東入ル 京都三井ビル

### 沿革
- 1999年（平成11年）6月15日 - PwCアドバイザリー株式会社を設立。
- 2009年（平成21年）
  - 5月 - ベリングポイント株式会社（ベリングポイント日本法人）が、米ベリングポイントから分離・独立し、プライスウォーターハウスクーパースコンサルタント株式会社に社名変更。プライスウォーターハウスクーパース（PwC）のメンバーファームとして新たなスタートを切る。
  - 10月 - 株式会社プライスウォーターハウスクーパース総合研究所を設立。元金融庁長官の五味廣文が初代理事長に就任した。なお、五味廣文は金融庁長官時代に、PwCメンバーファームであったみすず監査法人（旧・中央青山監査法人）に監査業務停止処分を命じている。みすず監査法人は、この停止命令により解体に至っている。
  - 11月26日 - あらた監査法人、PwCアドバイザリー、プライスウォーターハウスクーパースコンサルタントの3社が、本社を東京都中央区銀座の住友不動産汐留浜離宮ビルに移転・統合し、連携を強化。
- 2010年（平成22年）1月1日 - PwCアドバイザリーが、プライスウォーターハウスクーパースコンサルタント、プライスウォーターハウスクーパースHRSを統合し、社名をプライスウォーターハウスクーパース株式会社に変更。
- 2016年（平成28年）
  - 1月 - コンサルティング部門の本社を東京都千代田区丸の内の丸の内パークビルディングへ移転。
  - 3月 - PwC Japan組織再編により、プライスウォーターハウスクーパースのディールアドバイザリー部門及びプライスウォーターハウスクーパース マーバルパートナーズを統合し、PwCアドバイザリー合同会社へと社名変更。同時にプライスウォーターハウスクーパースのコンサルティング部門、プライスウォーターハウスクーパース・ストラテジー（旧・ブーズ・アンド・カンパニー。現・PwCコンサルティング合同会社Strategy&）、プライスウォーターハウスクーパースPRTMマネジメントコンサルタンツジャパンLLCの3社を経営統合し、PwCコンサルティング合同会社を設立。
- 2017年（平成29年）
  - 10月 - 住友不動産汐留浜離宮ビルのPwC Japanグループの本社を、大手町パークビルディングに移転。
  - 11月 - 東京都千代田区大手町の大手センタービルに当時同社のパートナーであった松永エリック・匡史がプロデュースしたエクスペリエンスセンターを開設。同年11月22日にオープニングコンサートを実施[14]。
    - エリックの退社後は、野口功一が同センターの館長を引き継ぎ、精力的にBXT（Business, Experience and Technology）を同センターで推進している[15]。

  - 12月 - 梅田ダイビルの大阪オフィスを、グランフロント大阪に移転。
- 2018年（平成30年）3月 - 福岡オフィスをJRJP博多ビルに開設。
- 2020年（令和2年）12月 - 丸の内パークビルディングのPwCコンサルティング合同会社及び霞が関ビルのPwC税理士法人をOtemachi One タワーに移転。霞が関ビルのPwC弁護士法人を大手町パークビルディングに移転。
- 2021年（令和3年）10月 - 名古屋クロスコートタワーのPwC税理士法人 名古屋オフィスを、PwCあらた有限責任監査法人及びPwCコンサルティングの名古屋オフィスが所在するJRセントラルタワーズに移転統合。
- 2023年（令和5年）
  - 6月1日 - PwCあらた有限責任監査法人とPwC京都監査法人が2023年12月1日の統合に向けて協議を開始[16][17]。
  - 10月16日 - PwCあらた有限責任監査法人とPwC京都監査法人が合併契約を締結。PwCあらた有限責任監査法人がPwC京都監査法人を2023年12月1日付で吸収合併し、「PwC Japan有限責任監査法人」（英語名：PricewaterhouseCoopers Japan LLC）に改称[18]。

### 監査
英PwCがあらた監査法人（現・PwC Japan有限責任監査法人）を新設する以前に日本に存在していたPwCメンバーファーム「みすず監査法人（旧・中央青山監査法人）」は、監査クライアントが5000社を超える巨大ファームであった。しかし、カネボウの粉飾決算事件を引き起こし、金融庁から監査業務停止命令が下る見込みとなると、英PwCは中央青山監査法人とは別のPwCメンバーファームとしてあらた監査法人を日本に設立した。しかし、この際に中央青山監査法人からあらた監査法人へ移管された監査クライアントはトヨタやソニーなどのごく一部であった。後にみすず監査法人が解散した際には、クライアントのほとんどが他の競合監査法人に移管されたため、現在のPwCの日本における監査業界シェアは数パーセント程度となった。
一方、みすず監査法人が解体されていく中で、同法人の京都事務所は京都監査法人として独立した。京都監査法人は、当初はPwCの協力ファーム（Cooperating Firm）という位置付けで、京都監査法人自体はPwCメンバーファームではなかったものの、2013年3月15日にPwCのメンバーファームとして加盟し、名称もPwC京都監査法人に変更した。2023年にあらた・京都の両法人が合併し、日本におけるPwCグループの監査法人が一本化されることとなった。
中央青山監査法人に対して行政処分を下した金融庁長官である五味広文を、PwC総合研究所という子会社を設立し、理事長として迎え入れた。

### マネーローンダリング対策
PwCは、2013年6月に三菱東京UFJ銀行の制裁措置の順守に関する当局への報告を不当に改変したとして、2500万ドルを支払うことと、アメリカでのコンサルティング業務の一部を2年間停止することについて、ニューヨーク州当局と合意した。さらに、三菱東京UFJ銀行は2013年6月、イランやスーダンなど米国の制裁対象国に向けた違法送金に絡み、ニューヨーク州に2億5000万ドルを支払うことで合意した。西川嘉彦を三菱東京UFJ銀行から招き入れ、マネーローンダリング対策事業の責任者として立ち上げ、他の邦銀に対して、三菱東京UFJや海外金融機関で得た知見を基にサービス提供している。さらに、事件同行の米州最高責任者であった田中正明 (実業家)をPwCグローバル最上級顧問として招き入れた。田中は、PwCの国際化、デジタル化、および三菱東京UFJグループなど銀行業界、さらに金融庁との関係強化を推進した。
パナマ文書やパンドラ文書ではプーチン大統領の側近であるオルガルヒの資金洗浄と資産隠しを長年にわたり全面的に支援していたと暴露されている。PwCはロシアではロシア中央銀行、ロシア最大の銀行であるSberbank、政府系石油会社であるGazpromなど、大手政府系企業をクライアントとしていた。PwCはロシアのウクライナ侵略を受け、ロシアから撤退すると発表したが、実質的には撤退していない。

## PwCコンサルティング
プライスウォーターハウスクーパースコンサルタント株式会社は、かつて存在した日本のビジネスコンサルティング会社（現在PwCコンサルティング合同会社が事業を引き継いでいる）。2009年5月、連邦倒産法第11章の適用を申請し事実上経営破綻したベリングポイントの日本法人が、プライスウォーターハウスクーパースコンサルタント株式会社としてPwCメンバーファームに参画。監査・税務・アドバイザリーにビジネスコンサルティングを加えることで、PwCメンバーファームとして総合的なソリューションを提供している。

### 戦略コンサルティング
戦略コンサルティングを強化するため、旧ブーズ・アンド・カンパニーを買収し、Strategy&というブランドで事業を展開している。組織的にはPwCコンサルティング合同会社の一事業部ではあるが、実質的はほぼ別会社のように運営されている。採用、報酬体系、評価体系のみならず、パワーポイントのテンプレートや色使いも他のPwCコンサルティングとは大きく異なり差別化している。PwC Japan Groupには女性パートナーの数が多いが、戦略コンサルティング部門では唐木明子のみが女性パートナーである。唐木明子はCDOリサーチのスペシャリストであり、プレジデントオンラインにも数多く寄稿している。また、日本企業の成長戦略実現に必要なダイバーシティの推進に取り組んでいる。唐木の古巣であるマッキンゼー東京支社では、6人の女性パートナーがおり、南場智子、川本裕子、本田桂子などの産官学でのリーダーを多く輩出している。
戦略コンサルティングの宿命ではあるが、旧ブーズ・アンド・カンパニー出身のコンサルタントの定着率はあまり良くなく、最近では戦略コンサルティング部門長であった三井健次が部下と共にベイン･アンド･カンパニーにヘルスケア戦略コンサルティングの責任者として移籍したことが、普段ほとんどコンサルティング業界について報道しないサンケイスポーツで報道され注目を集めている。

### サイバーセキュリティセンター
2013年にPwCサイバーセキュリティーセンターを設置し、斉藤ウィリアムを顧問として招き入れた。2017年に斉藤ウィリアムの経歴詐称が判明し、内閣府もPwCも斉藤ウィリアムに騙されていたことが判明した。
なお、経歴詐称に関しては、斉藤ウィリアムは自らのBlogで弁明している。https://saitohome.com/ja/6280-2/
PwCが企画し、日本経済新聞社が主催した、Cyber 3 Conference 2017では、斉藤ウィリアムが座長を務め、菅義偉首相を含む有力な政治家や著名なサイバーセキュリティの専門家との議事進行を実施した。PwCはこのような大規模なイベントを企画する能力が長けていると言える。
斉藤ウィリアムの指導を受けた総務省は、同様に同氏から指導を受けたPwCに対して、平成31年の「サイバーセキュリティに関する総務大臣奨励賞」を与えた。サイバーセキュリティに関して、我が国の国家安全保障の脆弱性を危惧する声も聴かれる。

### 統合型リゾート(IR)・カジノ推進体制・コロナワクチン接種支援・公共事業民営化
PwCでは国内において政府系IR・カジノ推進体制について、深い知見と実績を持つと言われている。特に大阪府と大阪市からはIR事業者を選ぶ選定委員会のPwCあらたのパートナーである内薗仁美が委員を委嘱されていることでも有名である。大阪府・大阪市のIR事業化提案競争入札では、PwCが最優秀賞を受賞し、約3億8千万円で受注した。PwCはIR事業者との癒着している疑いも持たれている。コロナ禍で、IR・カジノ事業に対する住民からの逆風が強まる中、コロナ禍でも情報技術を活用し楽しめる、スマート・エンタテイメント・シティ構想を打ち出している。大阪万博を見越し、さらに空飛ぶクルマ事業も推進し、市場規模を2.5兆円と試算している。さらに、新型コロナワクチン接種業務支援室を設置し、カジノとコロナが共生できる社会基盤構築を標榜している。
さらに、政府のカジノ管理委員会の事務局にも出向者を出しており、利益相反があるのではないかとの批判を日本共産党の塩川哲也議員などから受けている。PwCにおけるIR・カジノ事業のリーダーであり、国内における第一人者は、寺田匡宏である。寺田はPwCでは異色の経歴を持ち、前職では、フィリピン・マニラ首都圏においてIntegrated Resortの企画、設計・建設、予算、財務、運営計画、渉外といった立ち上げ業務全般を事業者の現地責任者を務めていた。PwCは元来縦割り組織であるが、IR・カジノ事業については、寺田を中心に、監査、税務、コンサルティング部門が一体となり事業を推進している。
上記のように、政府や地方自治体に対して企画・提案書を持ち込み、有識者会議に委員として参加し、仕様書を作成し、選考委員になるアプローチは野田由美子が先駆者である。野田由美子は2007年から2009年まで当時横浜市長であった中田宏に抜擢され、横浜市副市長も務め、横浜港開港150周年の記念博覧会が低調に閉幕し、中田と共に辞任したが、その後PwCに復職した。野田は竹中平蔵の志を継ぎ、水道事業民営化を推進しており、民間資金の活用による公共施設の整備運営 (PFI) を推進する内閣府の委員会の委員も務めた。自らが組成したコンソーシアムで浜松市の上下水道事業を受注した。さらに5つの自治体から水道料金請求事業等を受託した。

## ブランディング戦略・社会貢献活動・ハラスメント問題
2017年7月に森下幸典がマーケティング担当執行役常務に就任して以来、同社の広報活動は飛躍的に向上した。特に、同社によるESGやNPO活動に関する発信能力は高まりYouTubeやTwitterなどのソーシャルメディアを活用し、効果的に発信している。地域の子供たちに対して、デザイン思考に関する啓蒙活動も実施している。Design Your Future 2019 - デザイン思考で未来を描こう
文系学生の人気就職先として第3位に浮上している。
同社は“Doing the right thing”、“Speak up”に代表される企業文化を2025に向けたビジョンとして掲げている。2021年5月に東大新聞の発表によると学部卒の就職先として3位、大学院生の就職先として11位に浮上している。なお、森下幸典は同社の採用責任者でもある。
一方、上述のイメージとは裏腹に、長期間に渡り、産業医や森・濱田松本法律事務所と結託し、内部通報者や、パワーハラスメントやセクシャルハラスメントの被害者を巧妙に退職へ追い込むと告発されている。近年PwCではグローバル・チェアマンのボブ・モリッツや木村浩一郎 PwC Japan代表執行役のもとでESG、SDGsやD&Iなど、理念としては美しいメッセージをメディアに向けて活発に発信しているが、対外的なメッセージと実態との解離が大きくなりすぎ、PwC内では困惑の声が多く聞かれる。これでは監査法人としてガバナンス、内部統制や法令順守などの問題を、クライアントに対してけん制することが難しくなってしまうとの批判を受けている。記事に記載されている一連のパワハラ裁判においても、森下幸典自身が被告代表者として陣頭指揮を執っており、森下はPwCの露出作りに成功していると社内でその手腕が高く評価されている。また「やさしい、コンサル」というブランドを打ち出しており、業界で注目を集めている。
同社代表の木村浩一郎は、ダイヤモンド社からの取材（実際は記事広告）で不祥事は成長の原動力であると明言している。木村浩一郎は若いころから外見が良く、育ちが良く（芦屋育ち）、学業も優秀（栄光学園出身）、語学力が堪能であったため、早稲田大学入学後、1年目で学内の英語でのミュージカル『ウエストサイド・ストーリー』の主人公、トニー役に抜擢されたと本人は語っている。ハラスメント問題に関しては事実関係を否定している。なお、格闘技家として有名な木村浩一郎とは同姓同名であるが、別人であり、外見もあまり似ていない。漆器アーティストであるkoichiro kimuraとも同じ年齢で、同姓同名であるが、別人である。
一方、同社の元幹部である松永エリック・匡史は、「芸能界ではパワハラは当たり前、技は盗むもの。ワーク・ライフ・バランスなど意味がない。むしろ、up or out（実力主義）が中途半端だから陰湿なパワハラが起こる」とコンサル業界におけるパワハラについて鋭い見解を示している。
同社のハラスメント、内部通報、情報漏洩問題について、オリンパス事件をスクープした山口義正記者が記事をプレジデント社で連載している。いずれの事件も、会社側（被告）の代理人を森・濱田松本法律事務所の高谷知佐子弁護士が受任している。それに対して、同社は、ホームーページ上で、「当グループの認識と著しくかけ離れており、極めて遺憾に思っております」と回答している。
同社は内部通報プラットフォームは社会的に高い注目を集めており、同社の内部通報プラットフォームをデジタル・トラスト・サービスとして他社に対して販売している。
山口義正記者の取材によると、PwCでは定期的に従業員満足度調査が実施されているが、この調査は「社内の不満分子をあぶり出すためのゲシュタポのような仕組み」と告発されている。
同社はクライアントに対してもリスクカルチャー診断サービスを提供している。また、その発展形として、幸福度マーケティング事業も展開している。

## アカデミー賞問題
1935年にプライス・ウォーターハウスが映画芸術科学アカデミーから依頼を受けて以来、長きにわたりPwCはアカデミー賞の投票集計業務を請け負っている。秘匿性を担保するため、集計作業は意図的に手作業で行い、またプレゼンターが壇上で受賞者の名前が記された封筒を開封するまで、受賞者の名前を知っているのはPwCのパートナー2人だけとなるよう、集計の作業工程を工夫している。しかし、2017年の第89回アカデミー賞では、PwCの担当者が、作品賞は『ムーンライト』に贈られると書かれた正しい封筒ではなく、『ラ・ラ・ランド』に贈られると書かれた予備用の封筒を誤って司会者に渡してしまい、『ラ・ラ・ランド』が作品賞であると誤って発表される混乱を生んだ。

## 地位確認等請求事件
PwCによる解雇事件は、判例として紹介されている。例えば、2003年にPwCフィナンシャル・アドバイザー・サービスによる整理解雇は、無効であるとの判決が東京地方裁判所より下された。
最近では、2020年にPｗCあらた有限責任監査法人におけるスト―カー行為等を理由とする諭旨免職処分も無効であるとの判決が下された。
2019年にパワハラを内部通報した女性従業員（原告）に対する降格、減給を不当とする労働審判があり、原告の主張が認められた。PwC（被告）はその労働審判結果について東京地方裁判所に対して不服を申し立て、さらに原告を解雇した。現在、この事件は係争中である。被告代理人は森・濱田松本法律事務所の高谷知佐子弁護士などの弁護団である。この係争は国際的に関心を集め、英国のFinancial Timesからも特集記事として報道された。
人事関連係争経験を活かし、PwC人事労務コンサルティングをクライアントに提供している。PwCは森・濱田松本法律事務所の高谷知佐子弁護士を講師として招き、人事労務セミナーを定期的に開催している。さらに、PwC弁護士法人も設立し、訴訟・紛争・危機管理サービスをクライアントに提供している。